# برمجيات منع فقدان البيانات
برمجيات منع فقدان البيانات هي برامج تكتشف أي احتمال لاختراق البيانات أو الاسحواذ عليها عند انتقالها وتمنع ذلك عن طريق مراقبة البيانات، اكتشاف الأخطاء والحماية للبيانات الحساسة عند استخدامها (إجراءات عند نقطة نهاية الإتصال), عند انتقالها (حركة شبكة الإتصال), وعند التخزين للبيانات.
مصطلحات «فقدان البيانات» و«تسريب البيانات» مرتبطان ببعضمها البعض ويستخدمان بشكل متبادل بالرغم من اختلافهما البسيط حيث ان التسريب يعني الاسحواذ على بيانات حساسة ولكن ذك لايشترط فقدانها أو مسحها من مصدرها الرئيسي بعكس مصطلح فقدان البيانات [1]. , وغالبا ماتتحول حوادث فقدان البيانات إلى تسريبها عندما تتعرض وسائل حفظها للاختراق من طرف غير مصرح به واستحواذه على البيانات الحساسة بداخلها.يرتبط أيضا مصطلح «منع تسريب البيانات» مع «منع اكتشاف وتسريب المعلومات», «منع تسرب المعلومات», «ترشيح ومراقبة المحتوى الإلكتروني», «التحكم بالمعلومات وحمايتها» و«نظم منع انبثاق المعلومات» التي تعاكس نظم منع اختراق المعلومات («نظم كشف التسلل»).

## تصنيفات
الطرق التقنية المستخدمة للتعامل مع حوادث تسريب البيانات يمكن تقسيمها إلى عدة تصنيفات: إجراءات حماية اعتيادية، إجراءات حماية متقدمة/ذكية، نظم مخصصة للتشفير والتحكم بالوصول للبيانات:

### إجراءات اعتيادية
الإجراءات الاعتيادية مثل جدار الحماية («الجدار الناري»), نظام كشف التسلل ونظم مضاد الفيروسات هي الطرق المألوفة للحماية ضد أي هجمات سواء كانت داخلية أو خارجية من جهاز الحاسب الآلي. استخدام الجدار الناري، على سبيل المثال يمنع وصول أي شخص أو شيء لاينتمي لشبكة الإتصال الداخلية. أما نظم كشف التسلل فهي تقوم برصد أي محاولة تسلل من طرف خارجي. الهجمات الداخلية يمكن تفاديها عن طريق مضاد الفيروسات فهو يقوم بمسح شامل للكشف عن البرمجيات الخبيثة مثلحصان طروادة فيمنعها من سرقة البيانات الشخصية عن طريق إزالتها وإصلاحها.

### إجراءات متقدمة
إجراءات الحماية المتقدمة للحماية تتضمن استخدام تقنية تعلم الآلة وخوارزميات خاصة بالمنطق الزمني لاكتشاف أي محاولة وصول غير اعتيادية للبيانات أو تبادل رسائل إلكترونية شاذة، أجهزة هوني بوت أو مصائد مخترقي الشبكات تستخدم لرصد الأشخاص غير المصرح فيهم ومراقبة نشاطات المستخدم وإثباته عن طريق التعرف على نمط كتابته على لوحة المفاتيح.

### نظم مخصصة
النظم المخصصة تكشف وتمنع المحاولات غير المصرح فيها بنسخ أو إرسال البيانات الحساسة سواء كان ذلك مقصودا أو غير مقصود، بصورة رئيسية عن طريق الأشخاص المصرح فيهم الوصول لهذه البيانات الحساسة. حتى يتم تصنيف هذا البيانات يقومون باستخدام آليات مثل مطابقة البيانات الدقيقة، تبصيم البيانات المنظمة، مطابقة قوانين وتعبير نمطي للبيانات، طرق إحصائية، تعاريف تصورية واستخدام الكلمات الدلالية. 

## الأنواع

### شبكة الإتصال
تقنية شبكة الاتصال (البيانات عند انتقالها) مثبتة عادة عند نقاط خروج الشبكة بجوارحدود محيطها. تقوم بتحليل حزم الشبكات للكشف عن البيانات الحساسة المنتقلة والتي تخالف سياسة حماية المعلومات. العديد من نقاط الحماية والتحكم قد تبلغ عن نشاطات ليتم تحليلها عن طريق خادم الإدارة المركزي. 

### نقطة النهاية
نظم نقطة النهاية (البيانات عند استخدامها) تدار على خوادم أو محطات عمل داخلية خاصة بالمستخدم. مشابهة للنظم القائمة على شبكات الإتصال، التقنية المختصة بنقطة النهاية تستطيع التزويد بالتواصل الداخلي والخارجي. وبالتالي، تستخدم في التحكم بانبثاق المعلومات بين العديد من مجموعات أو أنواع المستخدمين. تستطيع أيضا التحكم بالرسائل الإلكترونية والتراسل فوري قبل وصولها لأرشيف الشركات. نظم نقطة النهاية لها ميزة مراقبة وتحكم في الوصول للأجهزة (مثل أجهزة الهاتف المتنقل التي لها القدرة على تخزين البيانات) وفي بعض الحالات تستطيع الوصول للبيانات قبل تشفيرها. من خصائص بعض هذه النظم أيضا استطاعتها التزويد بالتحكم بالتطبيقات لمنع بعض محاولات نقل بيانات خاصة وسرية وتقدم تغذية راجعة فورية من المستخدم. يجب تثبيتها على كل محطة عمل داخل الشبكة، ولايمكن استخدامها بأجهزة الهاتف المتنقل أو حيث لايمكن تثبيتها فعليا (مثال: محطة عمل أو خادم في مقهى إنترنت).

### تعريف البيانات وإثباتها
برمجيات منع فقد البيانات تتضمن طرق للتعريف بالمعلومات الحساسة أوالسرية. تعريق البيانات عملية تتم عندما تستخدم الشركة تقنية منع فقد البيانات لتحديد ماتبحث عنه.
البيانات غالبا تصنف إلى منظمة وغير منظمة. البيانات المنظمة تكون في حقول ثابتة داخل الملف مثل جداول البيانات، بينما البيانات غير المنظمة تشير إلى النص أو الوسائط حرة التشكيل. مايقارب 80% من البيانات تشكل بيانات غير منظمة و20% بيانات منظمة. 
طرق وصف المحتوى الحساس عديدة، يمكن تقسيمها إلى طرق دقيقة وغير دقيقة.الطرق الدقيقة تتضمن تسجيل المحتوى ولاتحتمل نتائج إيجابية كاذبة. أما باقي الطرق فتصنف ضمن الطرق الغير دقيقة مثل: الكلمات الدلالية، التعبير النمطي، استدلال بايزي، احصائيات، تعلم الآله وغيرها.  

### اكتشاف تسرب البيانات
في بعض الأحيان موزع البيانات يقوم بإفشاء بيانات حساسة لطرف ثالث. عندها ستجد بعض هذه البيانات في مكان غير مصرح به (مثل: شبكة الويب أو الجهاز المحمول لمستخدم ما). الموزع عندها يجب عليه اكتشاف مصدر هذا التسريب.

### البيانات عند تخزينها
البيانات عند تخزينها تشير إلى البيانات في الأرشفة. هذه المعلومات تكون موضع اهتمام للشركات والحكومات بشكل عام بسبب زيادة احتمالية تعرضها للاختراق من قبل طرف غير مصرح به لانه لايتم استخدامها بشكل دوري. حماية هذه المعلومات يتضمن طرق مثل التحكم بالوصول، تشفير البيانات وسياسات تطبق لحفظ البيانات.

### البيانات عند استخدامها
البيانات عند استخدامها تشير إلى البيانات التي يقوم المستخدم بالتعامل معها حاليا. نظم منع فقد البيانات تقوم بحماية هذه البيانات عن طريق مراقبتها والتدقيق عليها وتحديد أي نشاطات غير مصرح بها مثل التقاط صورة للشاشة، النسخ واللصق وغيرها من محاولات نقل بيانات حساسة سواء كانت عن عمد أم بدونه.

### البيانات عند انتقالها
البيانات عند انتقالها هي البيانات التي تعبر شبكة الاتصال حتى تصل لنقطة النهاية. شبكات الاتصال قد تكون داخلية أو خارجية. نظم منع تقل البيانات تحمي هذه البيانات حيث تراقب الحساسه منها حتى تعبر الشبكة عبر قنوات الاتصال.

## References
1. ↑  Phua, C., Protecting organisations from personal data breaches, Computer Fraud and Security, 1:13-18, 2009 نسخة محفوظة 11 فبراير 2013 على موقع واي باك مشين.
2. ↑  Ouellet, E., Magic Quadrant for Content-Aware Data Loss Prevention, Technical Report, RA4 06242010, Gartner RAS Core Research, 2012
3. ↑  "unstructured data Definition from PC Magazine Encyclopedia". مؤرشف من الأصل في 2017-10-20.
4. ↑  Brian E. Burke, “Information Protection and Control survey: Data Loss Prevention and Encryption trends,” IDC, May 2008
5. ↑  "Understanding and Selecting a Data Loss Prevention Solution" (PDF). Securosis, L.L.C. مؤرشف من الأصل (PDF) في 2016-08-12. اطلع عليه بتاريخ 2017-01-13.
6. ↑  "Core Technology of Enterprise DLP". GTB Technologies, Inc. مؤرشف من الأصل في 2019-04-01.